# Marcel Sembat (métro de Paris)
Marcel Sembat est une station de la ligne 9 du métro de Paris, située sur la commune de Boulogne-Billancourt.

## Situation
La station est implantée sous l'avenue Édouard-Vaillant (D 910) à son débouché sur la place Marcel-Sembat. Approximativement orientée selon un axe nord-est/sud-ouest, elle s'intercale entre les stations Billancourt et Porte de Saint-Cloud.

## Histoire
La station est ouverte le 3 février 1934 avec la mise en service du prolongement de la ligne 9 depuis Porte de Saint-Cloud jusqu'à Pont de Sèvres, qui constitue la première extension du réseau hors des limites de la capitale. Cette station fait ainsi partie des trois premières à assurer la desserte de la proche banlieue parisienne.
Elle doit sa dénomination à son implantation au nord-est de la place Marcel-Sembat, laquelle rend hommage au journaliste Marcel Sembat (1862-1922) qui fut député socialiste du 18e arrondissement de Paris (quartier des Grandes-Carrières) de 1893 jusqu'à sa mort, responsable de La Petite République de 1892 à 1897 et ministre des Travaux publics de 1914 à 1916.
Dans le cadre du programme « Renouveau du métro » de la RATP, les couloirs de la station ainsi que l'éclairage des quais ont été rénovés le 23 avril 2004.
En 2019, 5 521 946 voyageurs sont entrés à cette station ce qui la place à la 73e place des stations pour sa fréquentation.
En 2020, avec la crise du Covid-19, 2 845 520 voyageurs sont entrés dans cette station ce qui la place à la 59e position des stations de métro pour sa fréquentation.
En 2021, la fréquentation remonte progressivement, avec 3 874 792 voyageurs qui sont entrés dans cette station ce qui la place à la 62e position des stations de métro pour sa fréquentation.

## Services aux voyageurs

### Accès
La station dispose de sept accès répartis en huit bouches de métro, les cinq premiers étant agrémentés d'un mât avec un « M » jaune inscrit dans un cercle :
- Accès no 1 « avenue Victor-Hugo » : deux entrées, l'une constituée d'un escalier fixe et l'autre d'un escalier mécanique montant, débouchant chacune au droit du no 108 de l'avenue Édouard-Vaillant, la première à l'angle avec l'avenue Victor-Hugo ;
- Accès no 2 « place Marcel-Sembat » : un escalier fixe se trouvant à l'est de la place face au no 103 de l'avenue Édouard-Vaillant ;
- Accès no 3 « avenue Édouard-Vaillant » : un escalier fixe se situant également au droit du no 103 de cette avenue ;
- Accès no 4 « rue des Quatre-Cheminées - Patinoire Municipale » : un escalier fixe débouchant face au no 1 de l'avenue du Général-Leclerc ;
- Accès no 5 « avenue André-Morizet » : un escalier fixe se trouvant au droit du no 2 de l'avenue du Général-Leclerc ;
- Accès no 6 « rue Rieux » : un escalier fixe orné d'une balustrade de type Dervaux, se situant sur le terre-plein latéral pair de l'avenue Édouard-Vaillant face au no 82 bis ;
- Accès no 7 « rue Danjou » : un escalier fixe également doté d'un entourage Dervaux, débouchant au droit du no 83 bis de l'avenue Édouard-Vaillant.

Accès à la station
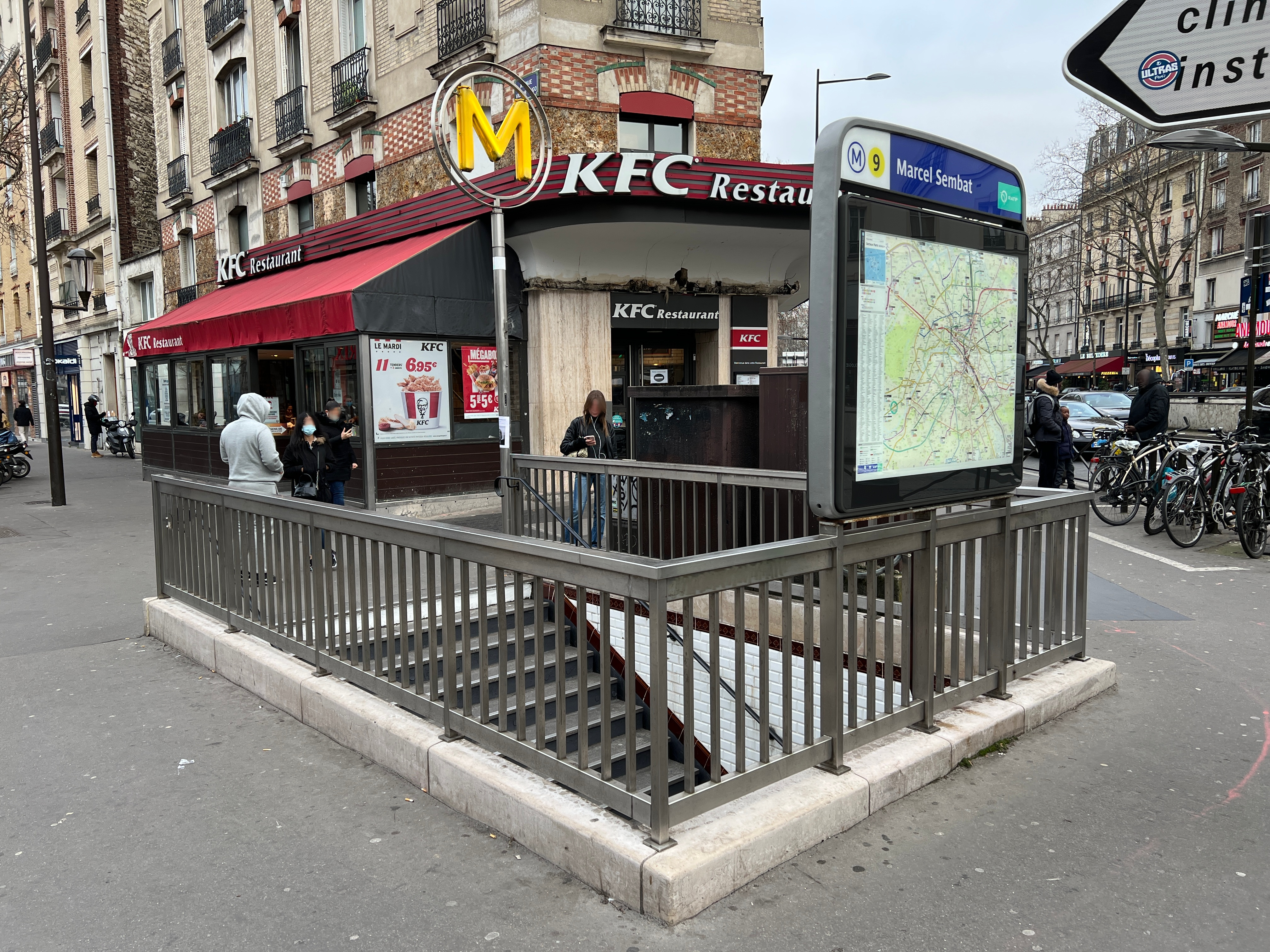
L'accès no 1 « Avenue Victor-Hugo ».
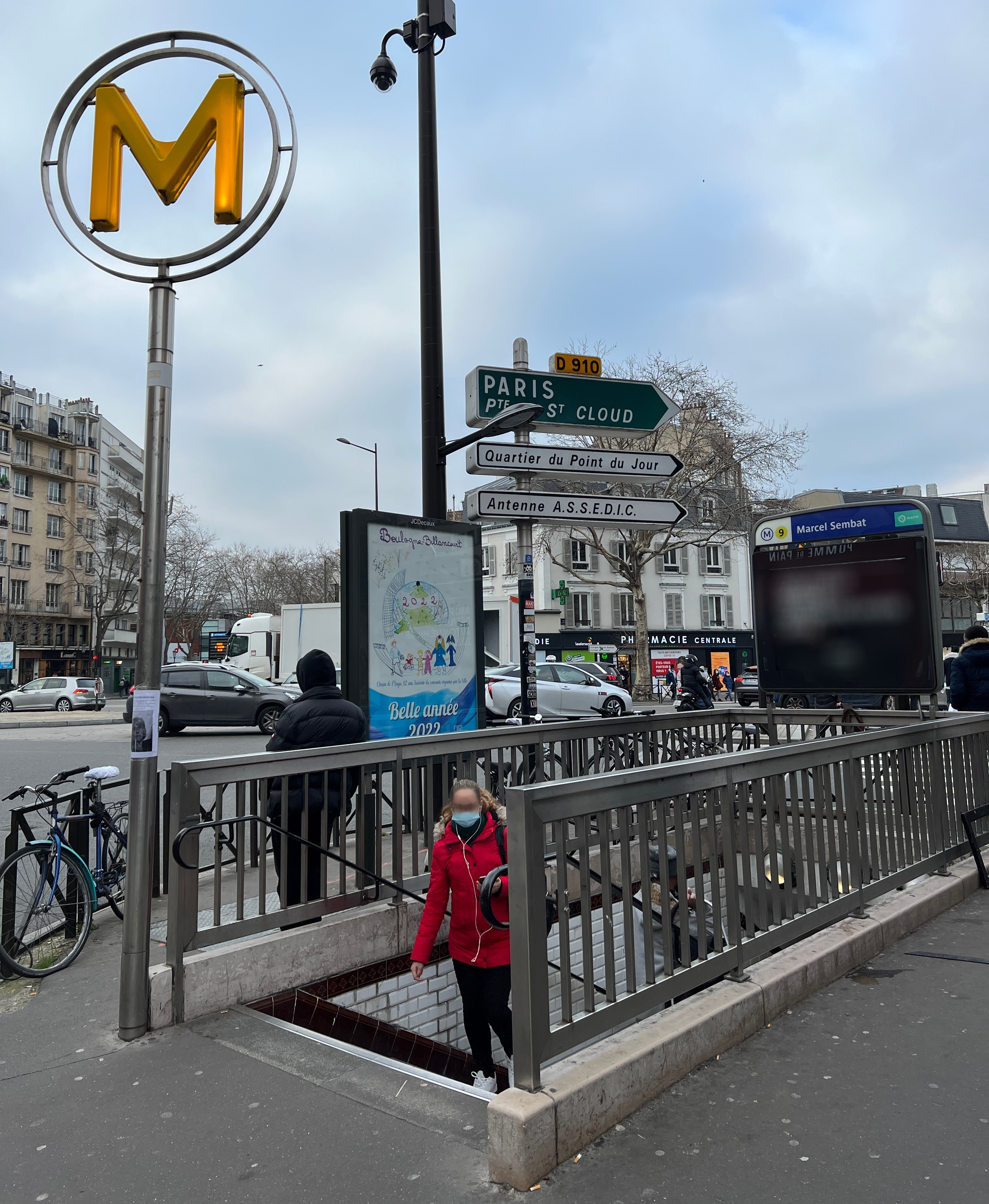
L'accès no 2 « Place Marcel-Sembat ».
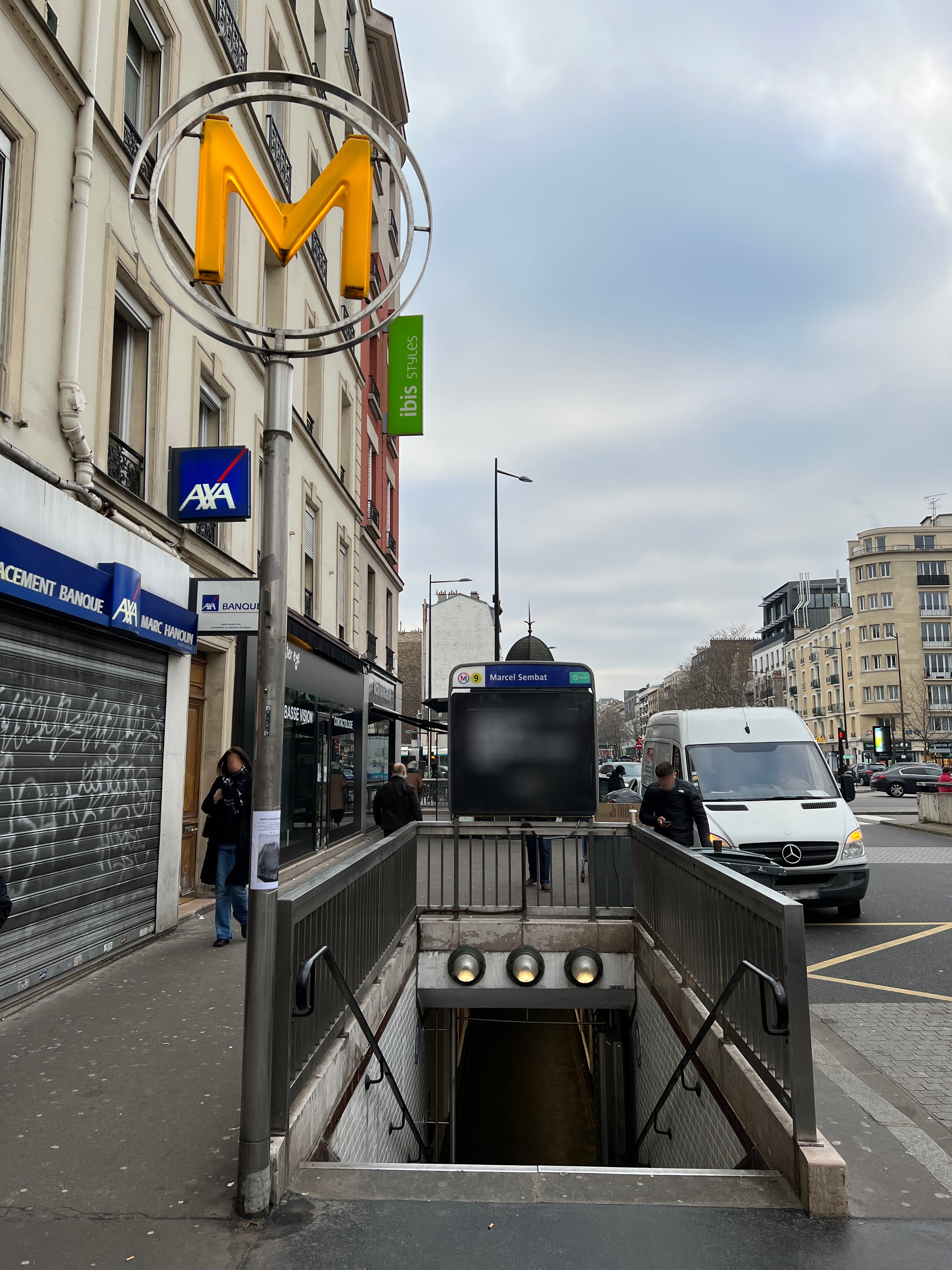
L'accès no 3 « Avenue Édouard-Vaillant ».
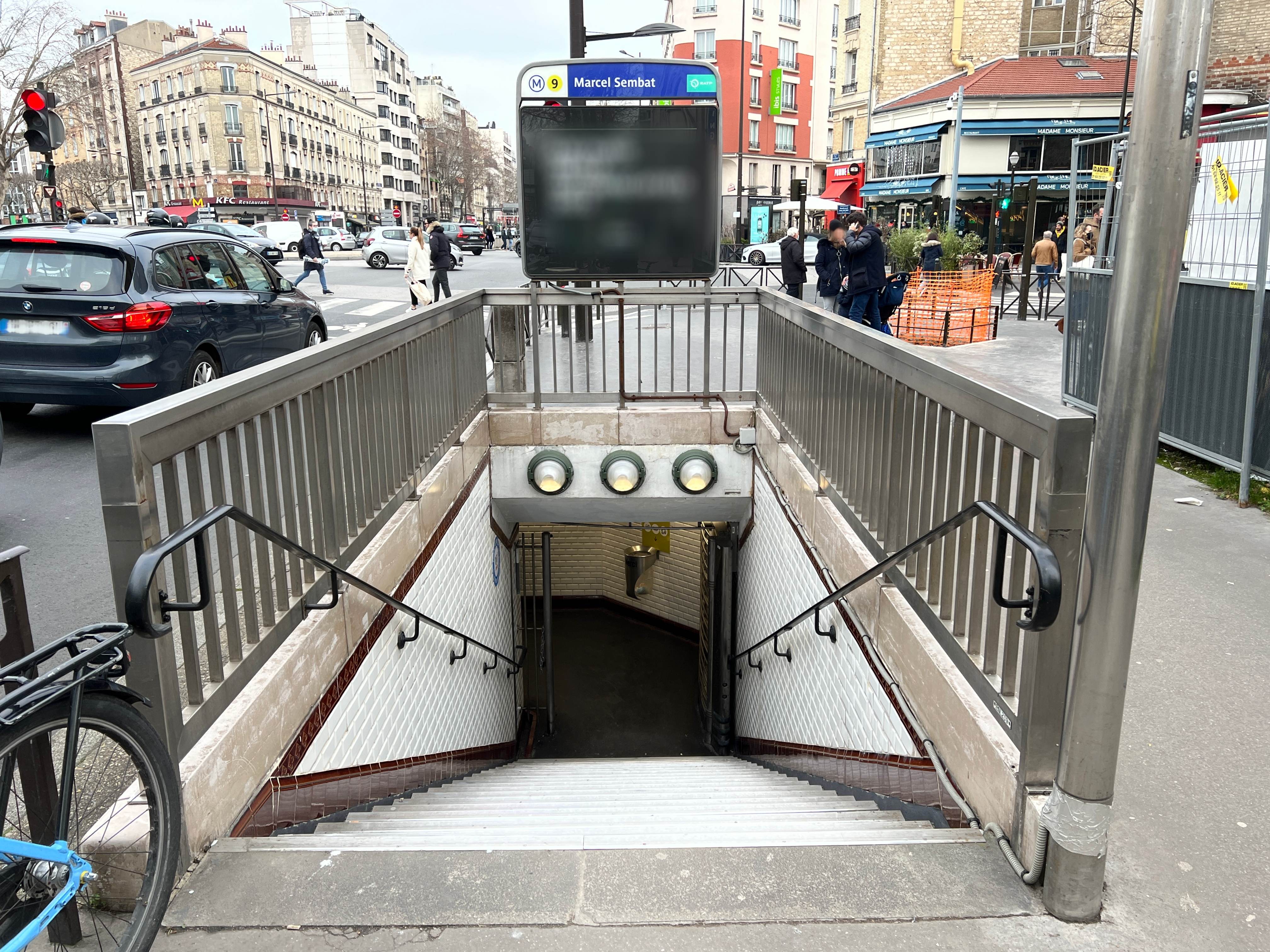
L'accès no 4 « Rue des Quatre-Cheminées ».
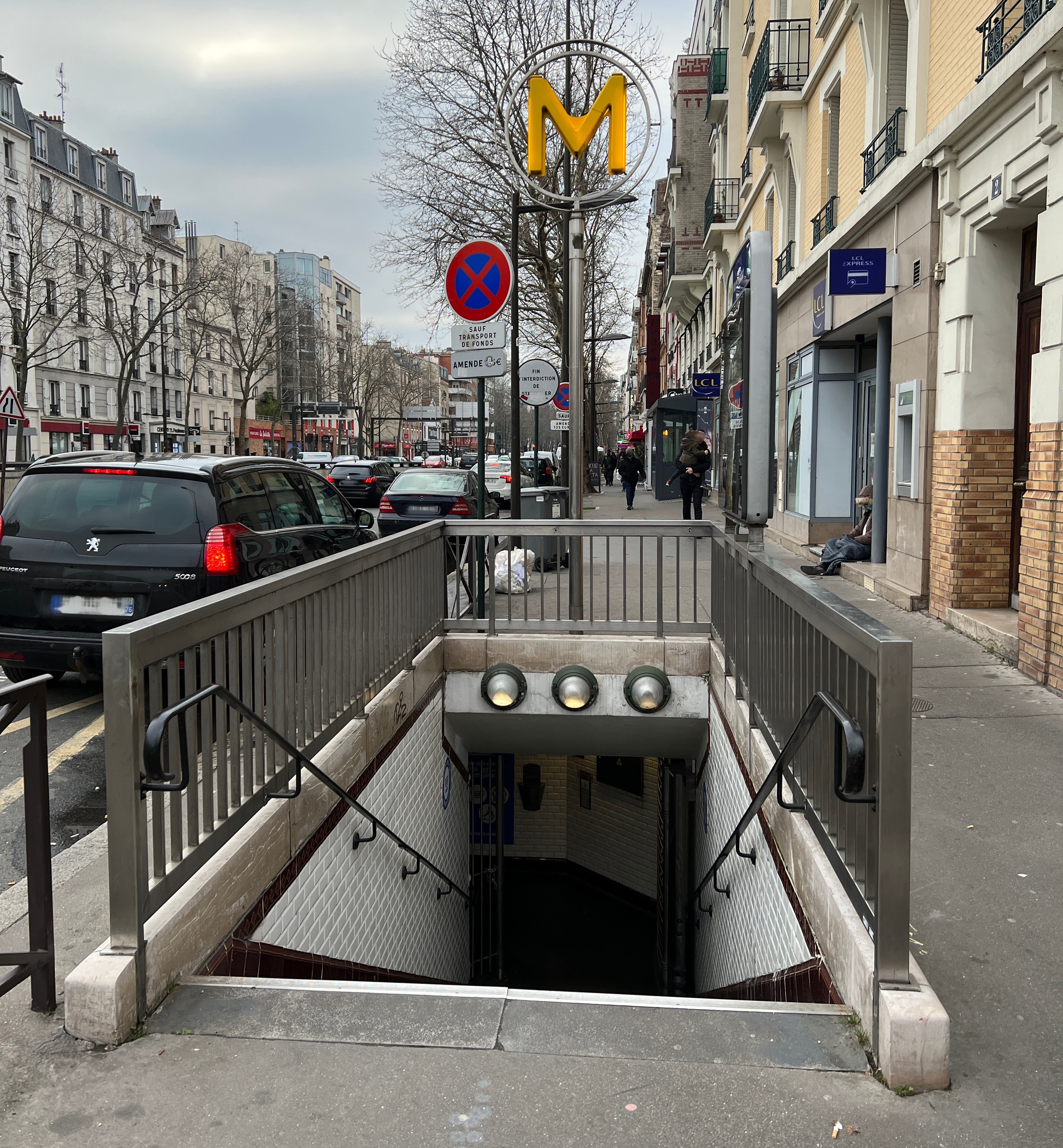
L'accès no 5 « Avenue André-Morizet ».
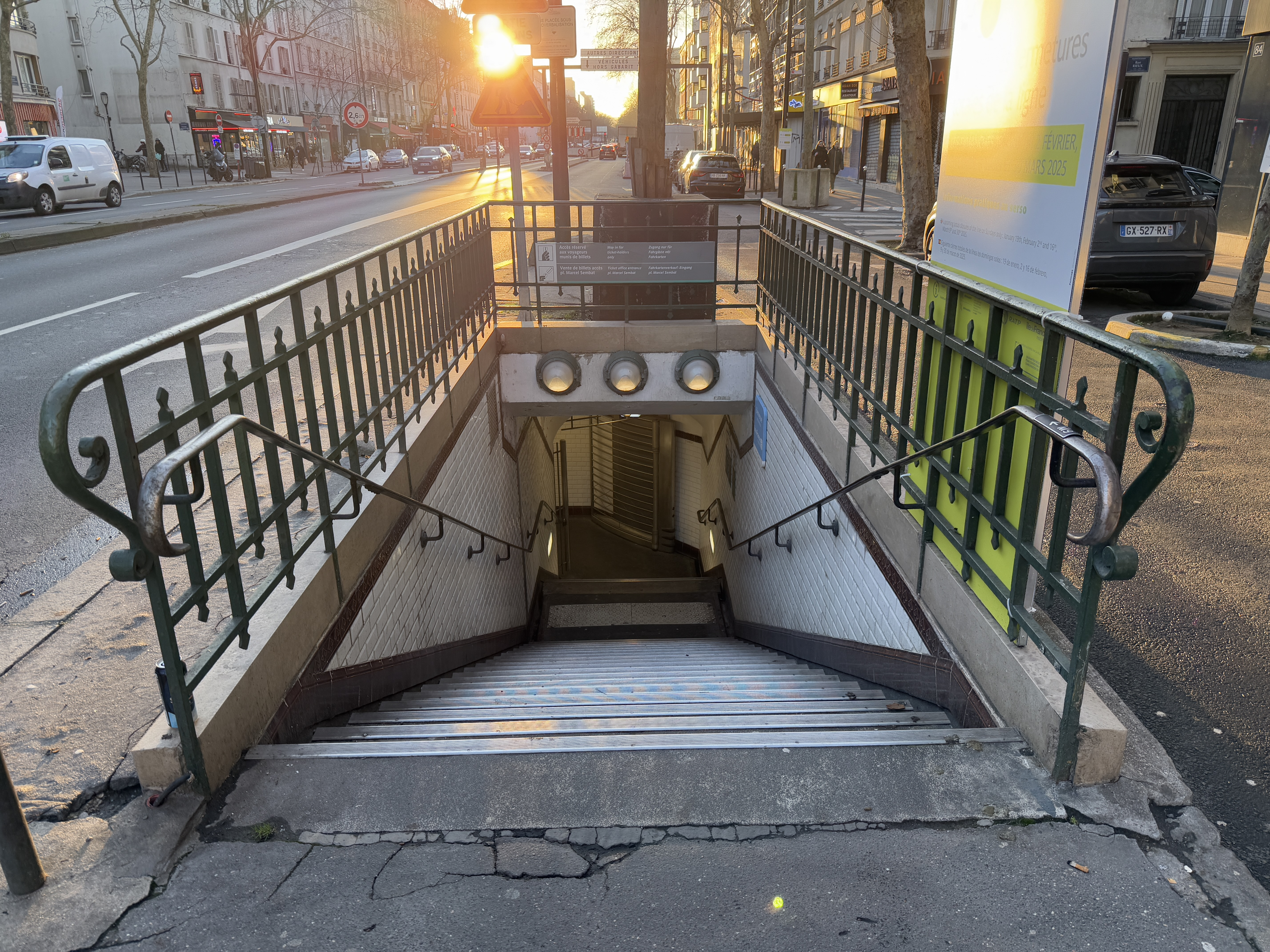
L'accès no 6 « Rue Rieux ».
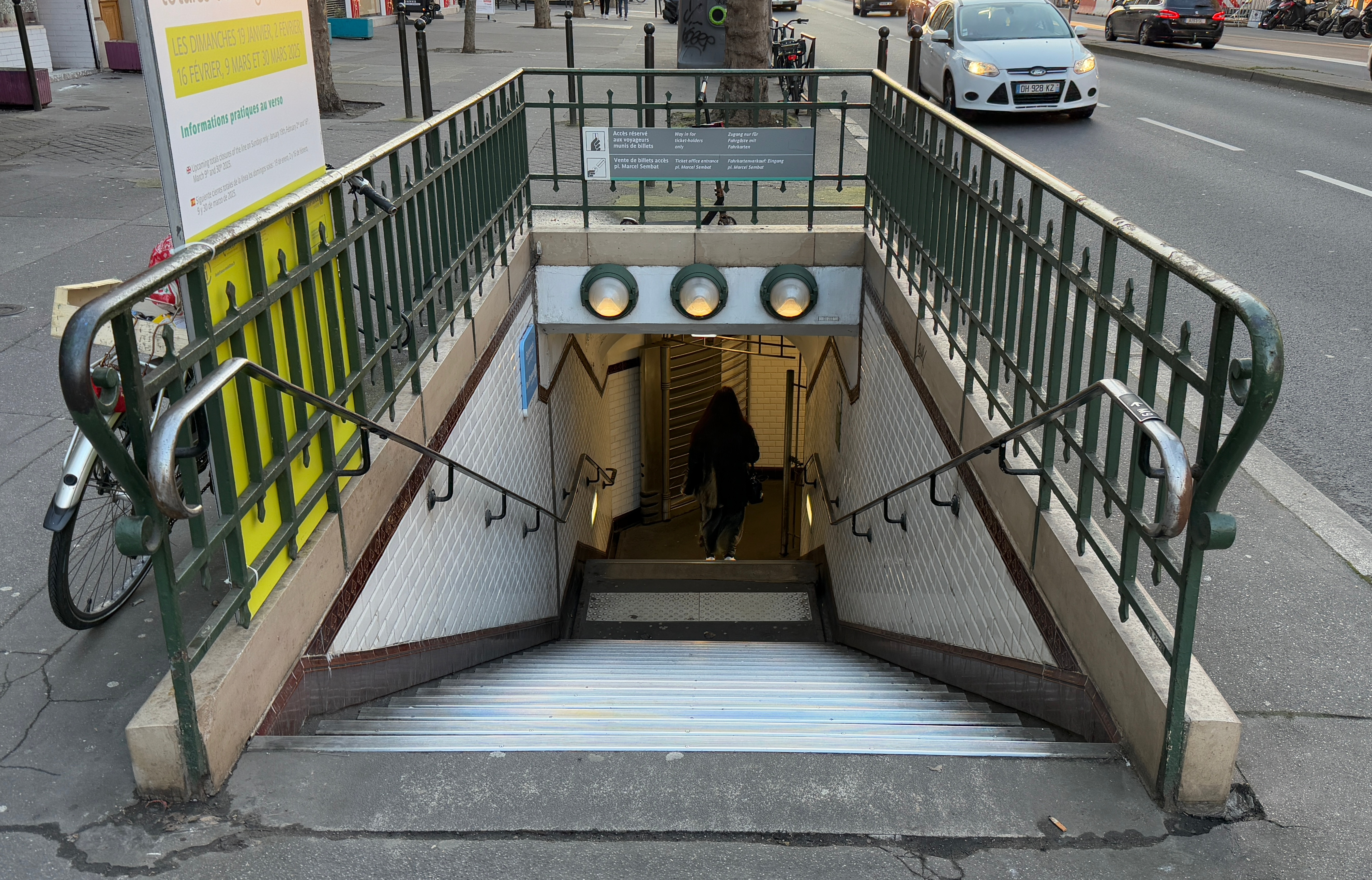
L'accès no 7 « Rue Danjou ».

.

### Quais
Marcel Sembat est une station de configuration standard : elle possède deux quais de 105 mètres de long séparés par les voies du métro et la voûte est elliptique. La décoration est du style utilisé pour la majorité des stations du métro : les bandeaux d'éclairage sont blancs et arrondis dans le style « Gaudin » du renouveau du métro des années 2000, et les carreaux en céramique blancs biseautés recouvrent les pieds-droits, la voûte et les tympans. Les cadres publicitaires sont en faïence de couleur miel et le nom de la station est également en faïence dans le style de la CMP d'origine. Les sièges, de style « Motte », sont de couleur rouge.

### Intermodalité
La station est desservie par les lignes 42, 123, 126, 175 et SUBB (571) (service urbain de Boulogne-Billancourt) (Boucle Nord) du réseau de bus RATP et, la nuit, par les lignes N12, N61, N161 et N162 du réseau de bus Noctilien.

## À proximité
- Hôtel de ville de Boulogne-Billancourt
- Institut de psychologie
- Musée des Années Trente

Galerie de photographies
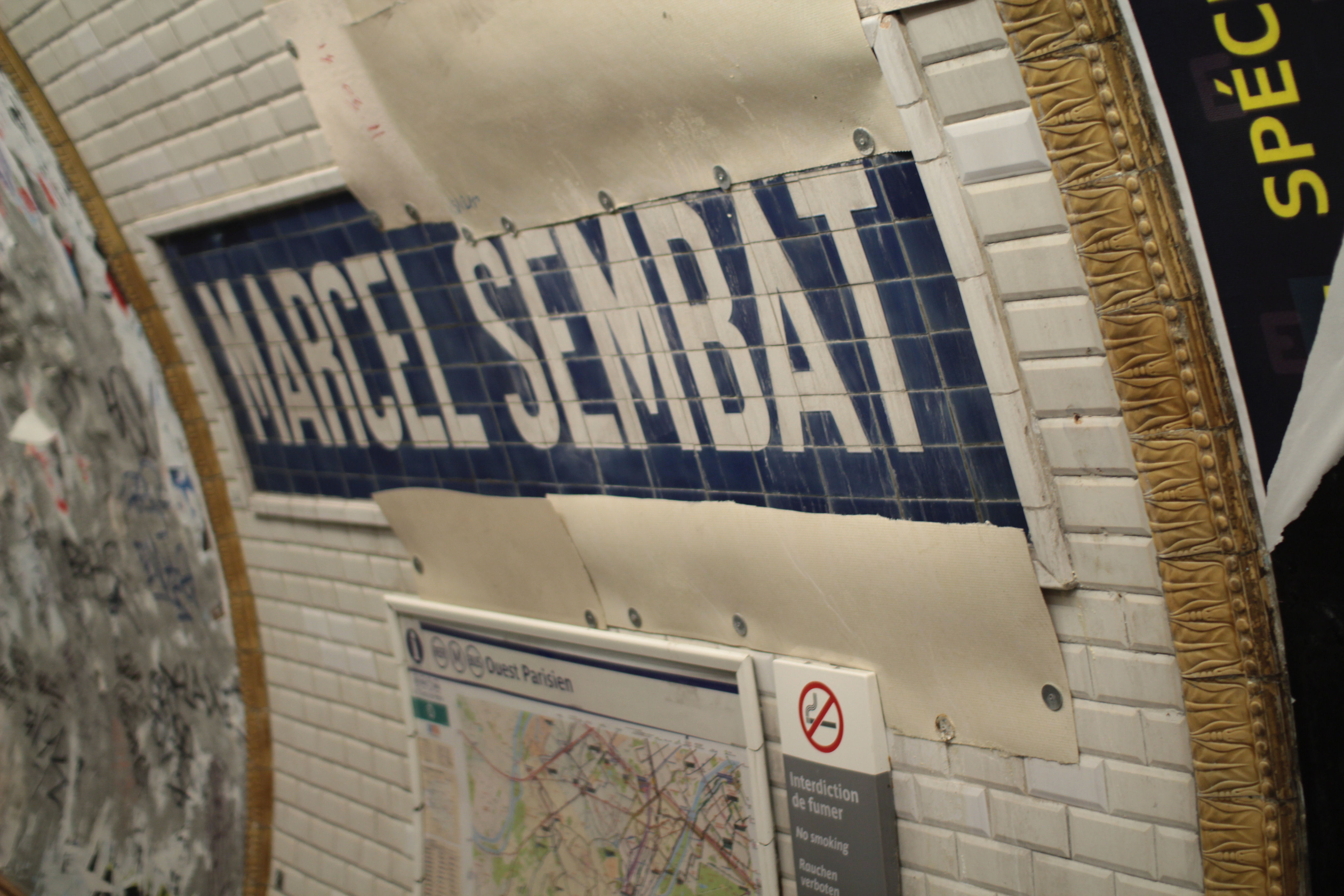
Nom de la station en carreaux blancs sur fond bleu.
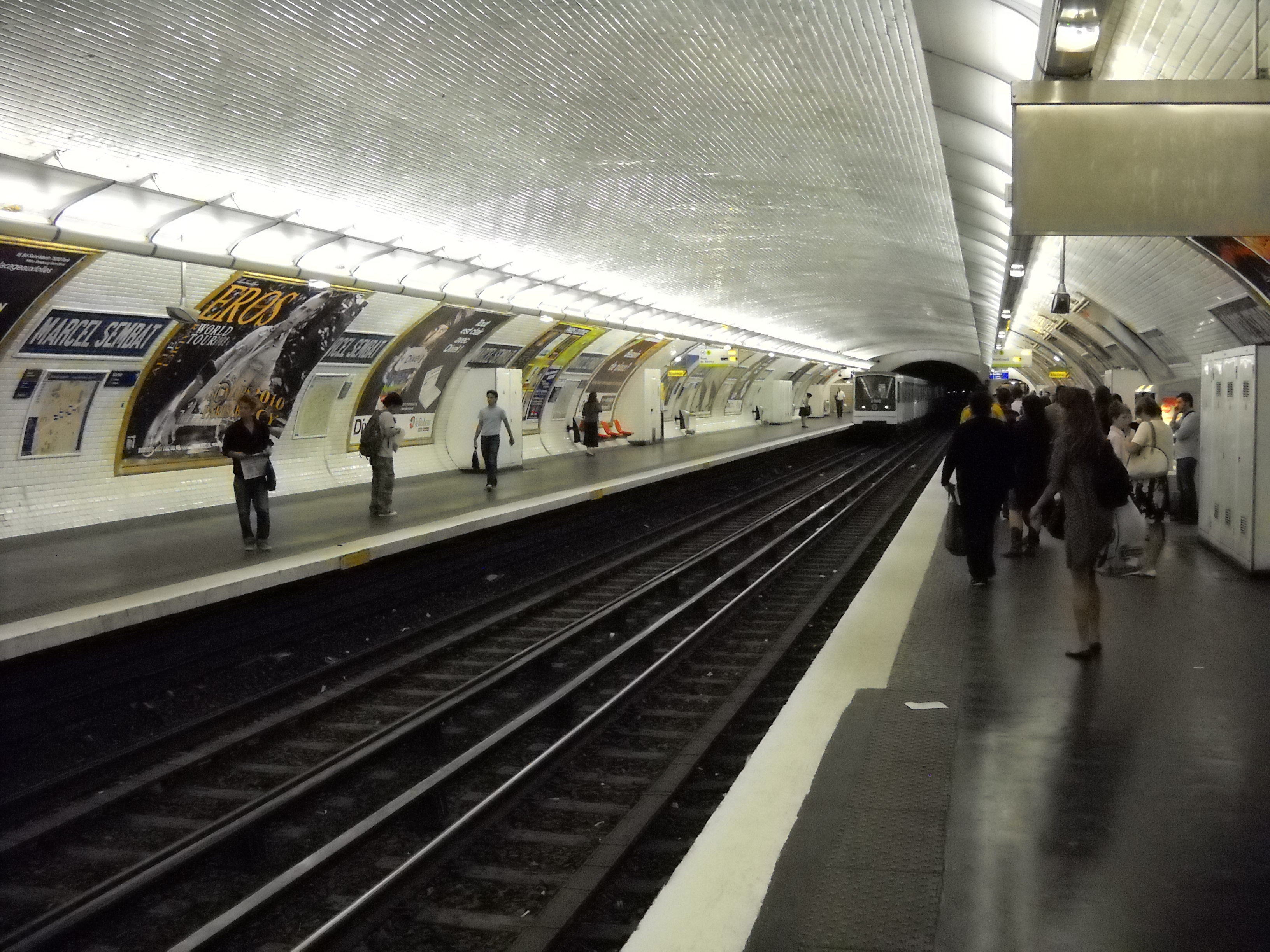
Les quais de la station.